# 神功海底山
神功海底山（英語：Jingū Seamount），又稱神功海底平頂山，是一座位於太平洋夏威夷－皇帝海山鏈的海底平頂山。形成於約5500萬年前。該海山由美國海洋地質學家羅伯特·迪茨以日本神功皇后命名。山頂在海平面下2194公尺。